# Liste der Könige der Pikten
Diese Liste der Könige der Pikten basiert auf der Piktischen Chronik, von der eine spätere Abschrift existiert. Die Herrschaftszeit wurde nicht angegeben. Viele Jahresangaben basieren auf Schätzungen und anderen zeitgenössischen Dokumenten.
| Name                   | Variation           | Herrschaft                |
| ---------------------- | ------------------- | ------------------------- |
| Uuradach Uetla         | Feradach Finlegh    | ca. 400 – ca. 402         |
| Gartnait Duiperr       |                     | ca. 402 – ?               |
| Talorc mac Achiuir     |                     | ? – ca. 413               |
| Drust mac Erp          | Drest               | ca. 413/424 – ca. 451/453 |
| Talorc mac Aniel       |                     | ca. 451/453 – ca. 455/457 |
| Nechtan Morbet mac Erp | Celchamoch          | ca. 455/457 – ca. 465/468 |
| Drust Gurthinmoch      | Drest               | ca. 465/468 – ca. 495/498 |
| Galam Erilich          | Galanan             | ca. 495/498 – ca. 510/513 |
| Drust mac Gigurum      | Drest               | ca. 510/513 – ca. 530/533 |
| Drust mac Uudrost      | Drest mac Hudrossig | ca. 510/513 – ca. 525/529 |
| Gartnait mac Gigurum   |                     | ca. 530/533 – ca. 537/40  |
| Cailtram mac Gigurum   | Caltarni            | ca. 537 – ca. 539/541     |
| Talorc mac Murtholoic  | Talorg              | ca. 539/541 – ca. 550/552 |
| Drust mac Munait       | Drest mac Moneth    | ca. 550/552 – ca. 551/553 |
| Galam Cennalath        |                     | ca. 551/553 – ca. 556     |

Dynastie Gwynedd ?
| Name                 | Variation          | Herrschaft                |
| -------------------- | ------------------ | ------------------------- |
| Brude mac Maelchon   | Bridei             | ca. 555/556 – ca. 586/587 |
| Gartnait mac Domelch | Garnard mac Donath | ca. 586/587 – ca. 597     |
| Nechtan              | Nectu              | ca. 597 – ca. 617         |
| Cinioch mac Lutrin   |                    | ca. 617 – 631             |
| Gartnait mac Uuid    | Gartnait mac Fothe | 631 – 635                 |
| Brude mac Uuid       | Bridei mac Fothe   | 635 – 641                 |
| Talorc mac Uuid      | Bridei mac Fothe   | 641 – 653                 |

Dynastie Bernicia
| Name                  | Variation | Herrschaft |
| --------------------- | --------- | ---------- |
| Talorcen mac Eanfrith | Talargan  | 653 – 657  |

Dynastie Dalriada ?
| Name                | Variation | Herrschaft               | Bemerkungen |
| ------------------- | --------- | ------------------------ | ----------- |
| Gartnait mac Donuel |           | 657 – ca. 663/64         |             |
| Drust mac Donuel    | Drest     | ca. 663/664 – ca. 671/72 | verbannt    |

Dynastie Strathclyde ?
| Name                | Variation           | Herrschaft                | Bemerkungen                        |
| ------------------- | ------------------- | ------------------------- | ---------------------------------- |
| Brude mac Bile      | Bridei              | ca. 671/672 – ca. 692/693 |                                    |
| Taran mac Entfidich | Tarain              | ca. 692/693 – ca. 696/697 | verbannt                           |
| Brude mac Derile    | Bridei mac Derelei  | ca. 696/697 – 706         |                                    |
| Nechtan mac Derile  | Nechton mac Derelei | 706 – 724                 | 1. Herrschaft, Rückzug ins Kloster |
| Drust               | Drest               | 724 – 726                 |                                    |
| Alpin mac Eochaidh  | Elpin               | 726 – 728                 |                                    |
| Onuist mac Urguist  | Oengus mac Fergus   | 728                       | 1. Herrschaft                      |
| Nechtan mac Derile  | Nechton mac Derelei | 728 – 729                 | 2. Herrschaft                      |
| Onuist mac Urguist  | Oengus mac Fergus   | 729 – 761                 | 2. Herrschaft                      |
| Brude mac Urguist   | Bridei mac Fergus   | 761 – 763                 |                                    |

Dynastie Lorne
| Name                 | Variation       | Herrschaft    | Bemerkungen |
| -------------------- | --------------- | ------------- | ----------- |
| Ciniod mac Uuredech  |                 | 763 – 775     |             |
| Alpin II.            | Elpin           | 775 – 780     |             |
| Drust mac Talorcan   | Drest           | ca. 780 – 781 |             |
| Talorcen mac Drostan | Talorgen        | 781 – 785     |             |
| Talorcen mac Oengus  | Talorgen        | 785 – 787     |             |
| Conall mac Tagd      | Canaul mac Tang | ca. 787 – 789 | abgesetzt   |
| Konstantin           |                 | 789 – 821     |             |
| Oengus II.           |                 | 821 – 834     |             |
| Drust IX.            | Drest           | 834 – 837     |             |
| Uurad                | Ferat           | 837 – 839     |             |
| Uen                  | Ewen            | 839 – 842     |             |
| Brude VI.            | Bridei          | 842           |             |
| Kineth               |                 | 842           |             |
| Brude VII.           | Bridei          | 843 – 845     |             |
| Drust X.             | Drest           | 845 – 848     |             |

Kineth war der letzte Herrscher der Pikten. Brude VII. und Drust X. waren Vasallen von Kenneth MacAlpin (Kenneth I.), der 843 gemeinsamer König der Skoten und Pikten wurde. Das neue Königreich war unter dem Namen Alba bekannt, das spätere Schottland. Für Monarchen nach 843 siehe Liste der Herrscher Schottlands.